# Istriotisch

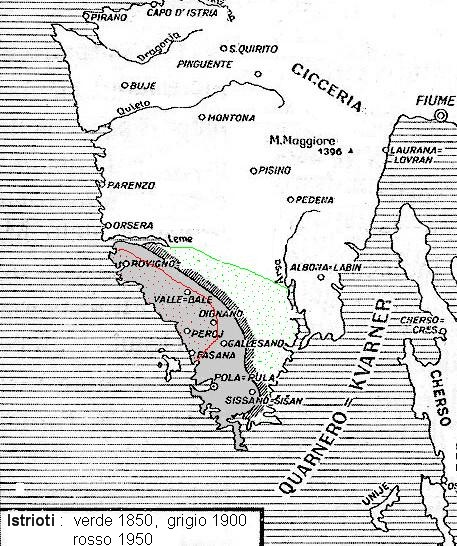
Istrië

Het Istriotisch is een Romaanse taal die nog door enkelen gesproken wordt in en rond de stadjes Rovinj en Vodnjan op Istrië, een schiereiland in Zuid-Europa.
Onder taalkundigen circuleren er uiteenlopende theorieën omtrent afkomst en classificatie van het Istriotisch. Sommigen zien het als een nauwe verwant of zelfs een dialect van het Italiaans en zijn zusters als het Venetiaans. Anderen zien een sterkere verwantschap met het Friulisch alsmede het reeds langer dan een eeuw uitgestorven en meer zuidelijk gesproken Dalmatisch; naar hun mening zijn Italiaanse leenwoorden van later datum en het gevolg van langdurige invloed.
Men dient het Istriotisch niet te verwarren met het Istro-Roemeens, een Oost-Romaanse taal die ook op Istrië wordt gesproken maar Roemeens van karakter is. De verschillen tussen de twee talen zijn aanzienlijk en de gelijkenis in naam en geografische locatie is bedrieglijk.
Een duizendtal mensen spreekt nog Istriotisch. Vooral onder leden van de jongere generaties wordt de taal zelden gebruikt, zodat ze ernstig met uitsterven bedreigd wordt. Wel bestaan er nog enkele dichters die in hun eigen Istriotische dialecten schrijven.

## Istriotisch en andere Romaanse talen
|             | Latijn    | Italiaans | Roemeens    | Istriotisch |
| ----------- | --------- | --------- | ----------- | ----------- |
| voet        | pede(m)   | piede     | picior      | peîe        |
| gras        | herba(m)  | erba      | iarbă       | gièrba      |
| dood        | mortuu(m) | morto     | mort/moarte | mòro/muòrto |
| rivieroever | ripa(m)   | ripa      | mal         | reîva       |
| wiel        | rota(m)   | ruota     | roată       | rùda        |
| nacht       | nocte(m)  | notte     | noapte      | nuòto       |
| heup        | coxa(m)   | coscia    | şold        | còsa        |
| vis         | pisce(m)  | pesce     | peşte       | pìso        |
| vuist       | pugnu(m)  | pugno     | pumn        | poûgno      |
| oog         | oculu(m)  | occhio    | ochi        | uòcio       |